# Улица Вана-Виру
Улица Ва́на-Ви́ру (эст. Vana-Viru tänav) — улица в Таллине, столице Эстонии. Участок, на котором расположена улица, находится в поясе укреплений Старого города XIII—XVIII веков, внесенных в Государственный регистр памятников культуры Эстонии как памятник архитектуры.

## География
Пролегает в микрорайоне Ваналинн городского района Кесклинн. Соединяет улицы Виру и Айа, заканчиваясь рядом с бульваром Мере. Протяжённость улицы — 262 метра. Нумерация домов начинается от улицы Виру.

## История
В средние века от валовых ворот на улице Вана-Виру можно было выйти на изначальную дорогу в сторону Нарвы, которая шла от восточной стороны крепостной стены города. Эти ворота назывались Нарвскими воротами; были снесены в 1842 году, сохранился боковой столб ворот рядом с домом номер 10 по улице Вана-Виру.
Во времена Российской империи улица носила названия Старая Глиняная улица (нем. Alte Lehmstraße) и Нарвский выезд (нем. Narvsche Straße).

## Застройка
Застройка улицы в основном относится к концу XIX — началу XX веков:
- дом 1 (Vana-Viru 1 / Viru 19) — четырёхэтажный дом, построенный в 1911 году изначально как жилой.

В советский период в здании находились помещения Президиума коллегии адвокатов Эстонской ССР и Таллинской 1-й юридической консультации;
- дом 6 — трёхэтажный дом с офисными и коммерческими площадями, построен в начале XX века;
- дом 7 — трёхэтажное здание, в котором работает Бизнес-банк (Äripank).

Первоначальный одноэтажный дом с двускатной крышей был построен на этом участке недвижимости, прилегавшем к крепостной стене, во второй половине XVII века; во второй половине XIX века он был перестроен в двухэтажное здание. В 1926 году по проекту архитектора Карла Бурмана со стороны проложенной улицы Вана-Виру была построена трёхэтажная резиденция в стиле модерн. В 1937 году по проекту Карла Труманна её первый этаж был перестроен;
- дом 8 — одноэтажное здание, построенное в XIX столетии. В настоящее время в нём работает ресторан «Lounge Deja Vu».
- дом 9 — четырёхэтажный жилой дом, построен в 1889 году; в настоящее время — офисное здание;
- дом 11 (Vana-Viru 11 / Aia 5) — пятиэтажный жилой дом в стиле функционализма, построенный по проекту Эугена Захариаса[англ.];
- дом 11a (Vana-Viru 11a / Uus 2) — четырёхэтажный жилой дом с коммерческими площадями на первом этаже;
- дом 12 — частный жилой дом, построенный в 1879 году по заказу Александра Хольмберга (Aleksander Holmberg), архитектор Николай Тамм-старший. С 1888 года принадлежал баронскому роду Жирар-де-Сукантон.

В советское время, до 1974 года, в здании размещались Таллинский горком КПЭ и Комитет народного контроля Эстонской ССР; в настоящее время в нём работает Канцелярия Таллинского горсовета;
- дом 13 (Vana-Viru 13 / Aia 4) — «дом Айа», коммерческое здание, построенное в 2009 году[8];

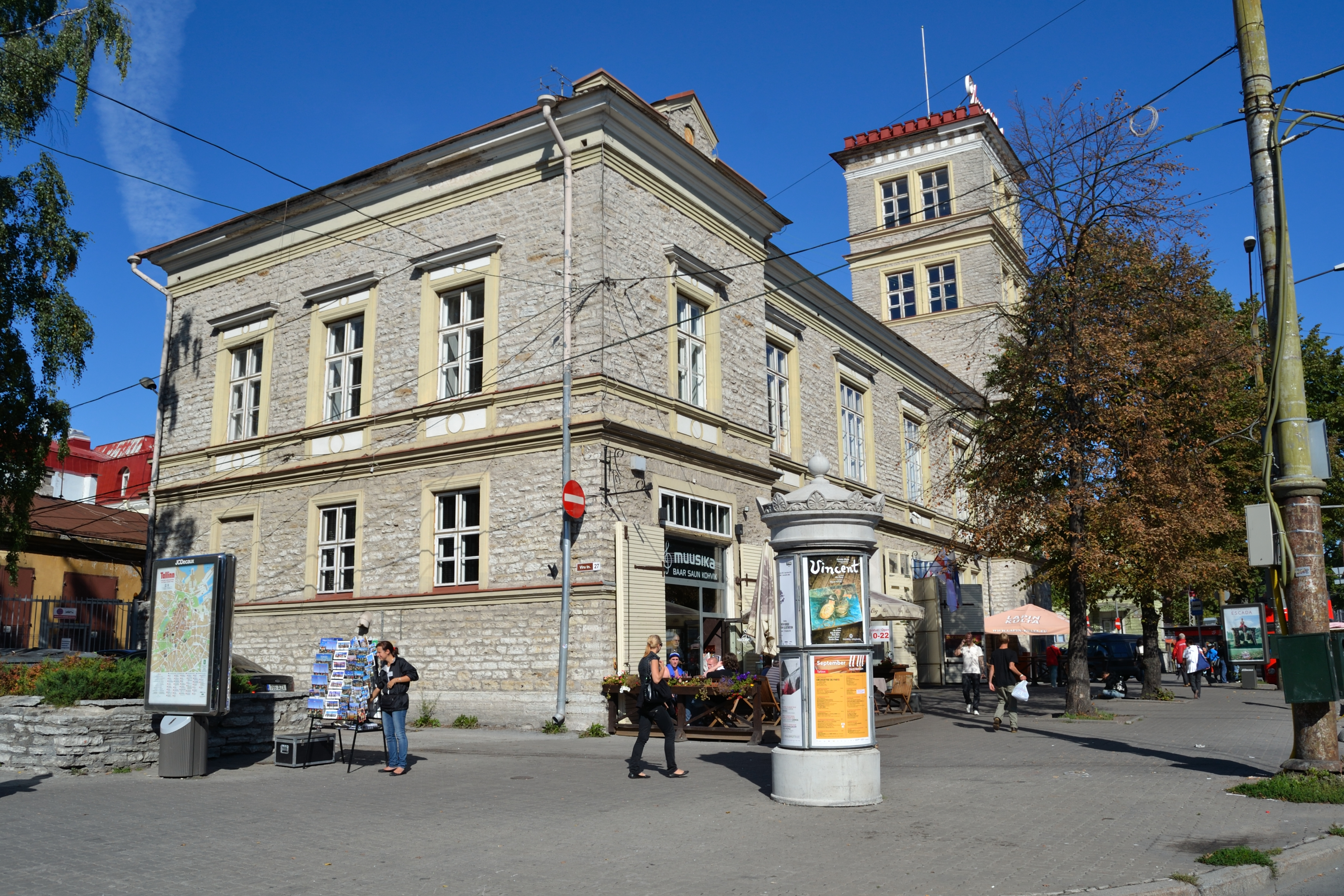
Дом 14 в 2011 году

- дом 14 — бывшая пожарная часть,  памятник архитектуры.

Здание, выходящее главным фасадом в сторону площади Виру, было построено в 1871–1872 годах для Ревельского добровольного пожарного общества по проекту Фердинанда Кордеса (1804—1890). В 1922 году по проекту инженера Георга Геллата была выполнена двухэтажная пристройка со стороны улицы Вана-Виру. В 1981 году для нужд Пожарного музея была сделана ещё одна одноэтажная пристройка с гладким штукатурным покрытием и стеклянными витринами (архитектор Тойво Миксон). В настоящее время в здании размещается ночной клуб «Venus» и бар «Piana Vyshnia»;

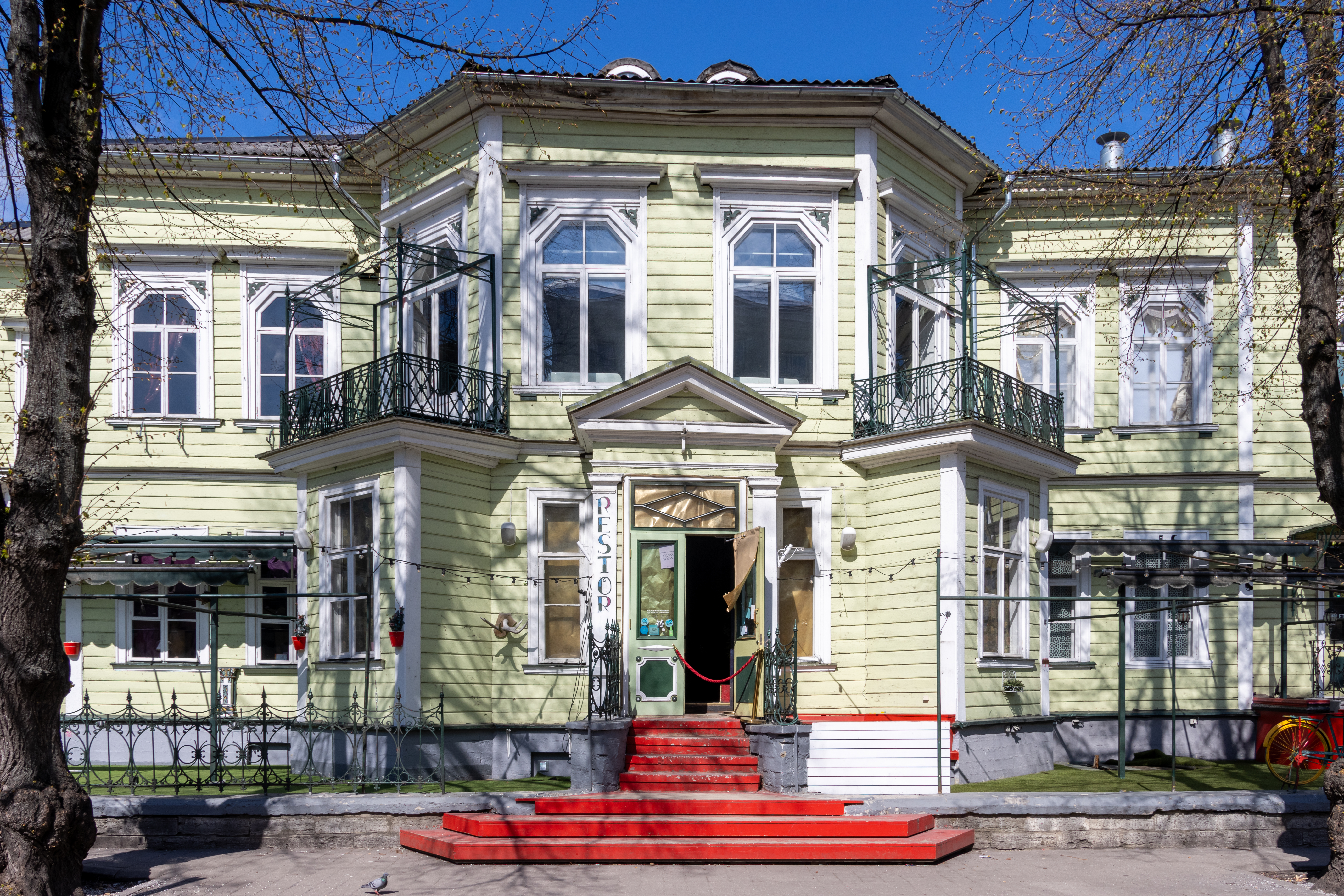
Дом 15 в мае 2024 года

- дом 15 (Vana-Viru 15 / Mere puiestee 1) — двухэтажное деревянное здание в стиле историзма, построенное по проекту Николая Тамма-старшего в 1872 году,  памятник архитектуры.

Бревенчатые стены здания Г-образной формы в основном покрыты горизонтальным настилом. Фасады сочленены деревянными профилированными карнизами. На первом этаже в основном шестиугольные окна; большинство окон второго этажа имеют срезанные вверху углы и увенчаны сильно выступающими капителями. Более чётко выражена по объему южная стена дома, в середине которой выступает вход с лестницей. По бокам парадной двери расположены перемычки, над которыми — треугольный фронтон. По обеим сторонам дополнительного объёма южной стены расположены балконы с декоративными коваными перилами, соответствующими стилю дома.
 
В 1879 году дом купил провизор Хуго Опперманн (Hugo Oppermann), до 1925 года в здании работала аптека. В 1908 году в доме жил и работал помощником аптекаря писатель Оскар Лутс, писавший в это время популярную юношескую повесть «Весна». С  1997 до 2015 года здание не использовалось, затем в нём разместились предприятия общественного питания: ресторан «Manna La Roosa» и ресторан азиатской кухни «Tai Boh» (с 15 января 2024 года перенесены на улицу Виру). 

Улица Вана-Виру
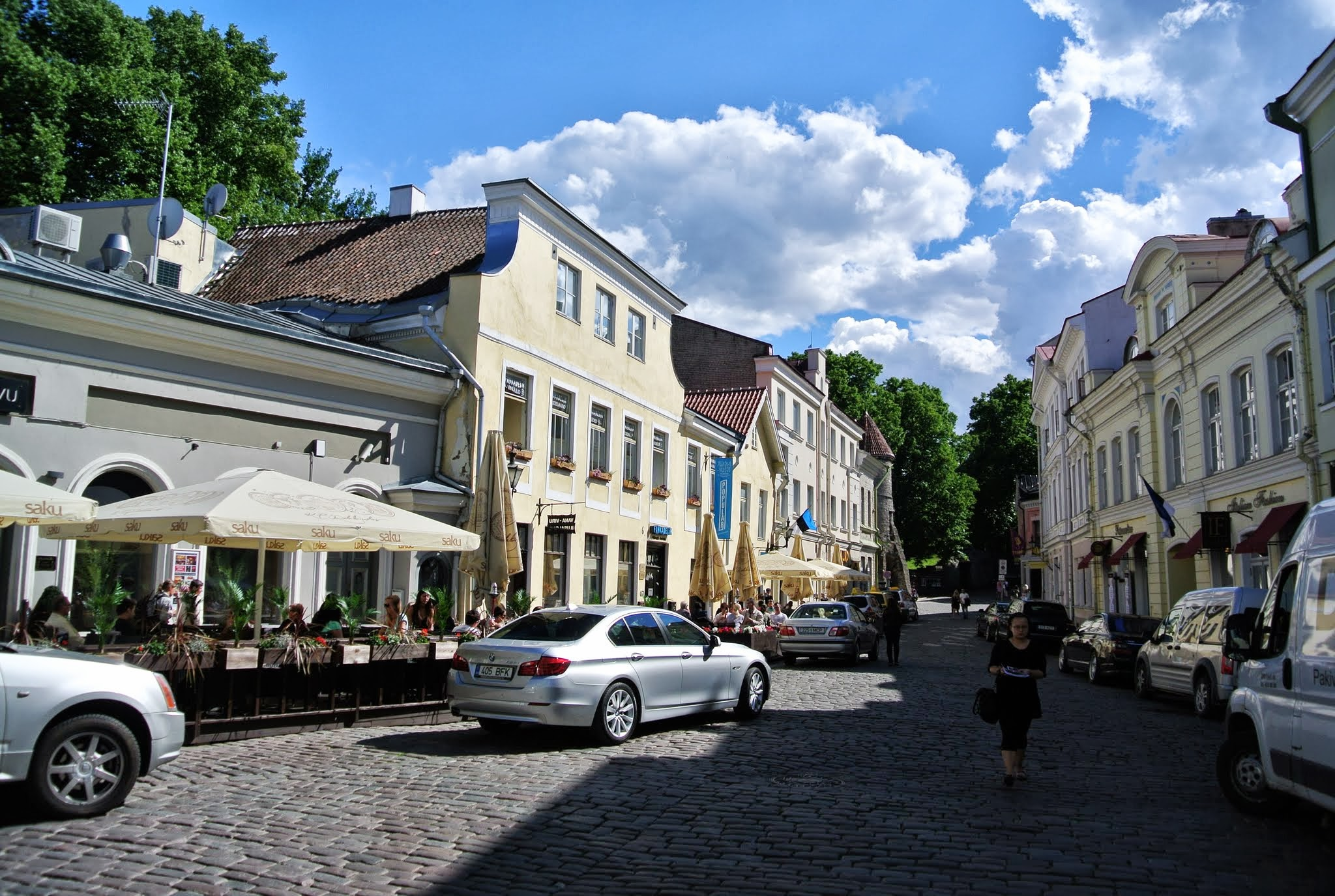
Между улицами Виру и Уус
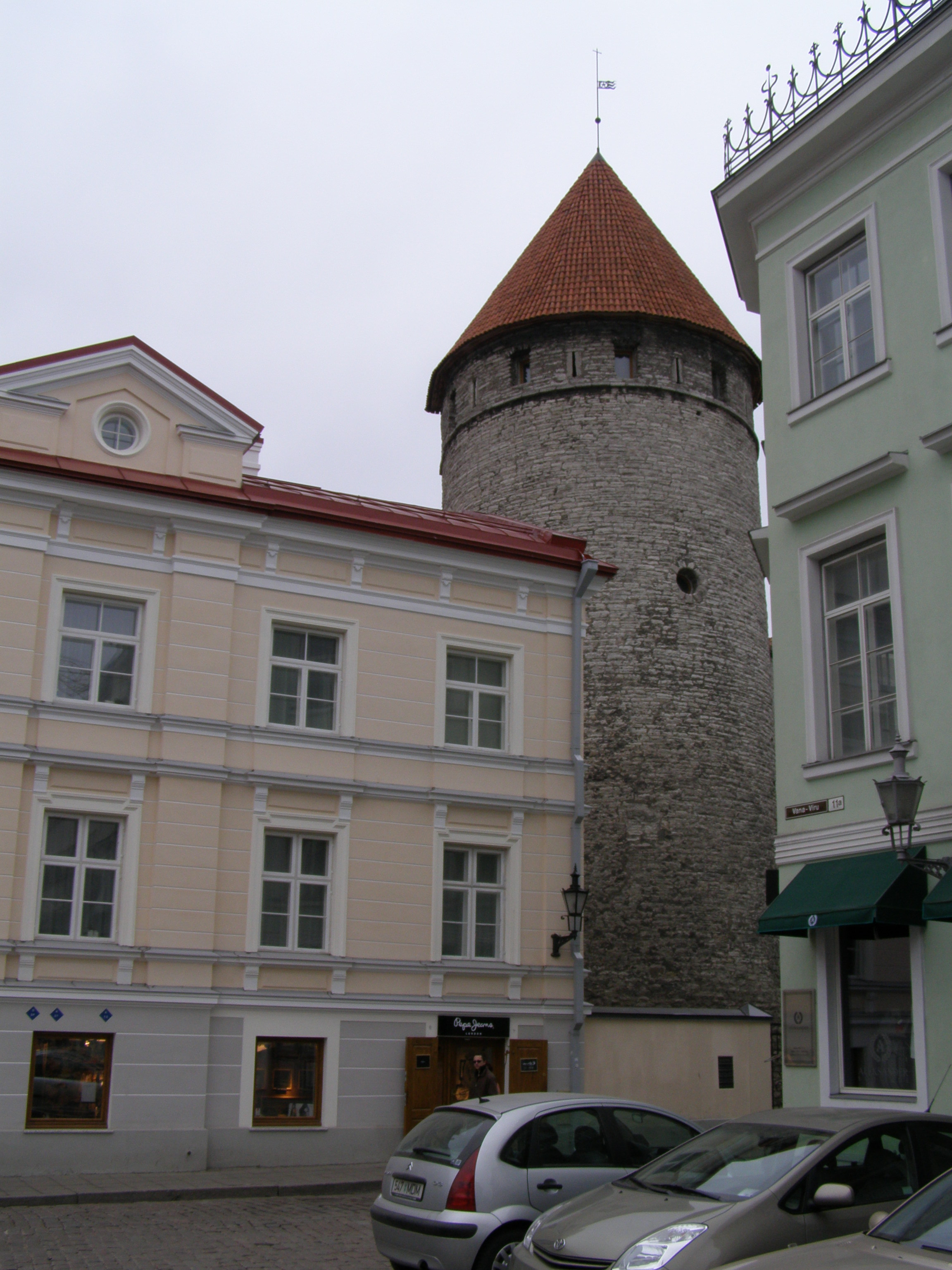
Вид с улицы на башню Хеллеман
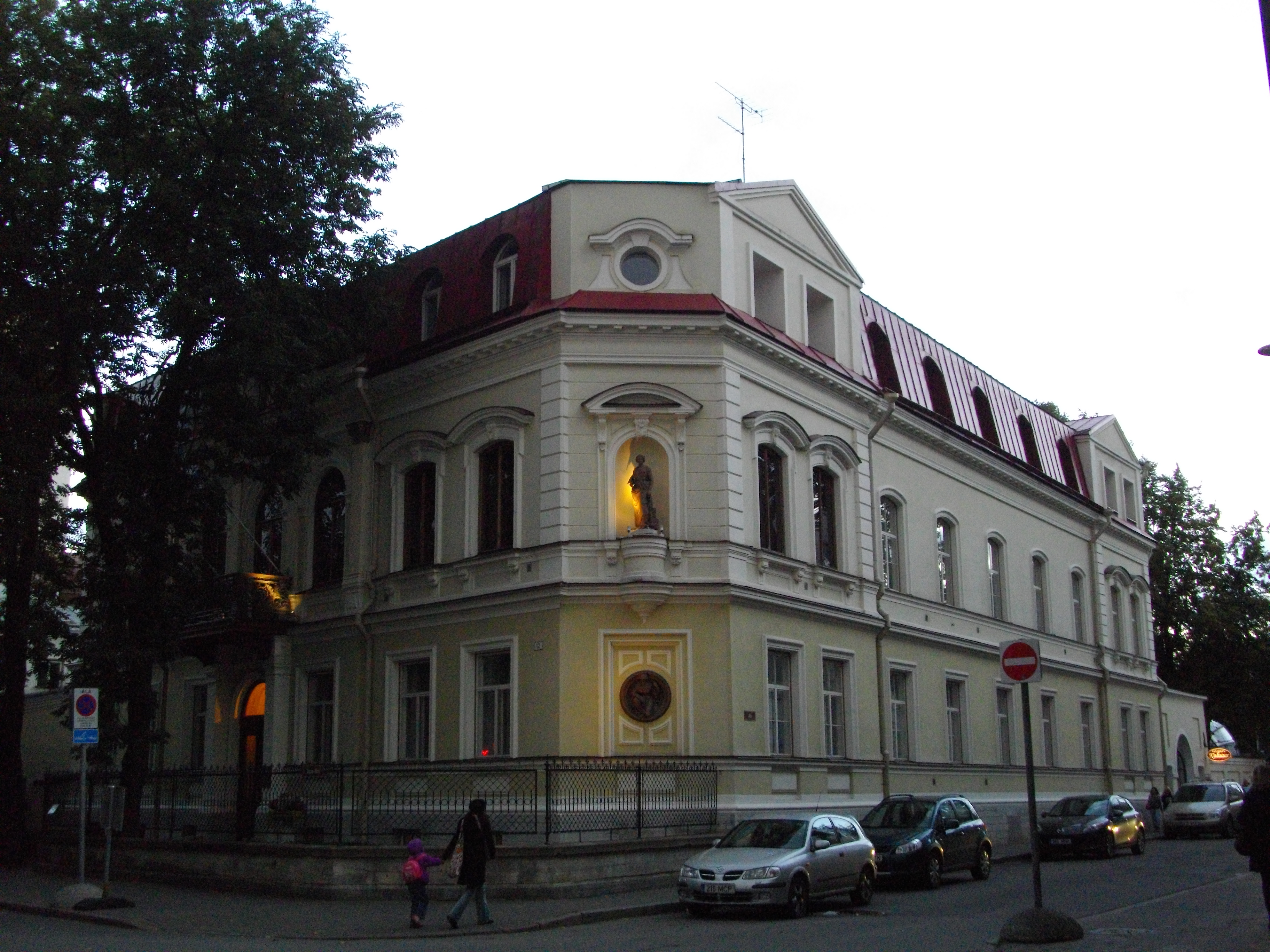
Дом 12. Канцелярия Таллинского горсовета
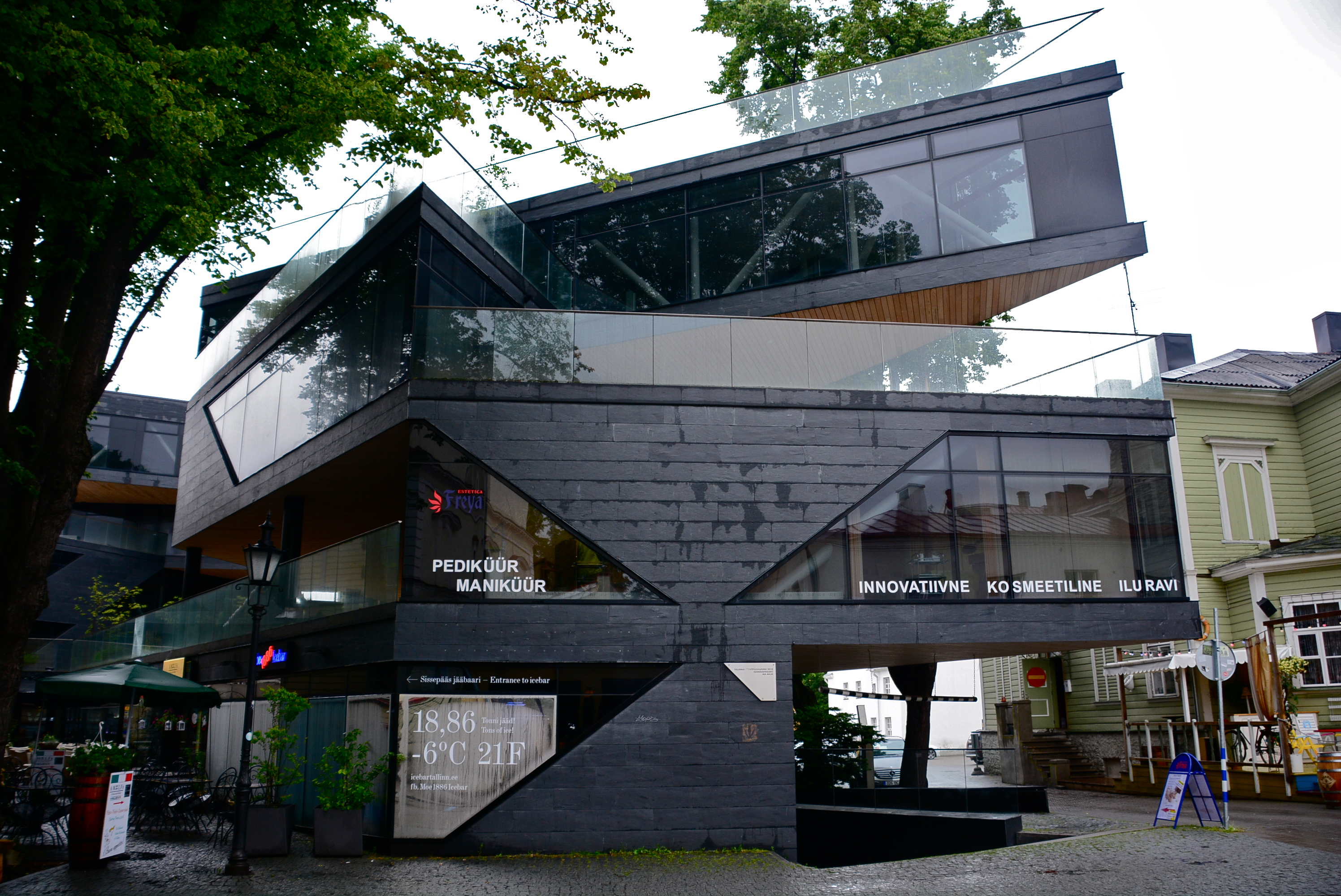
Дом 13 («Дом Айа»)
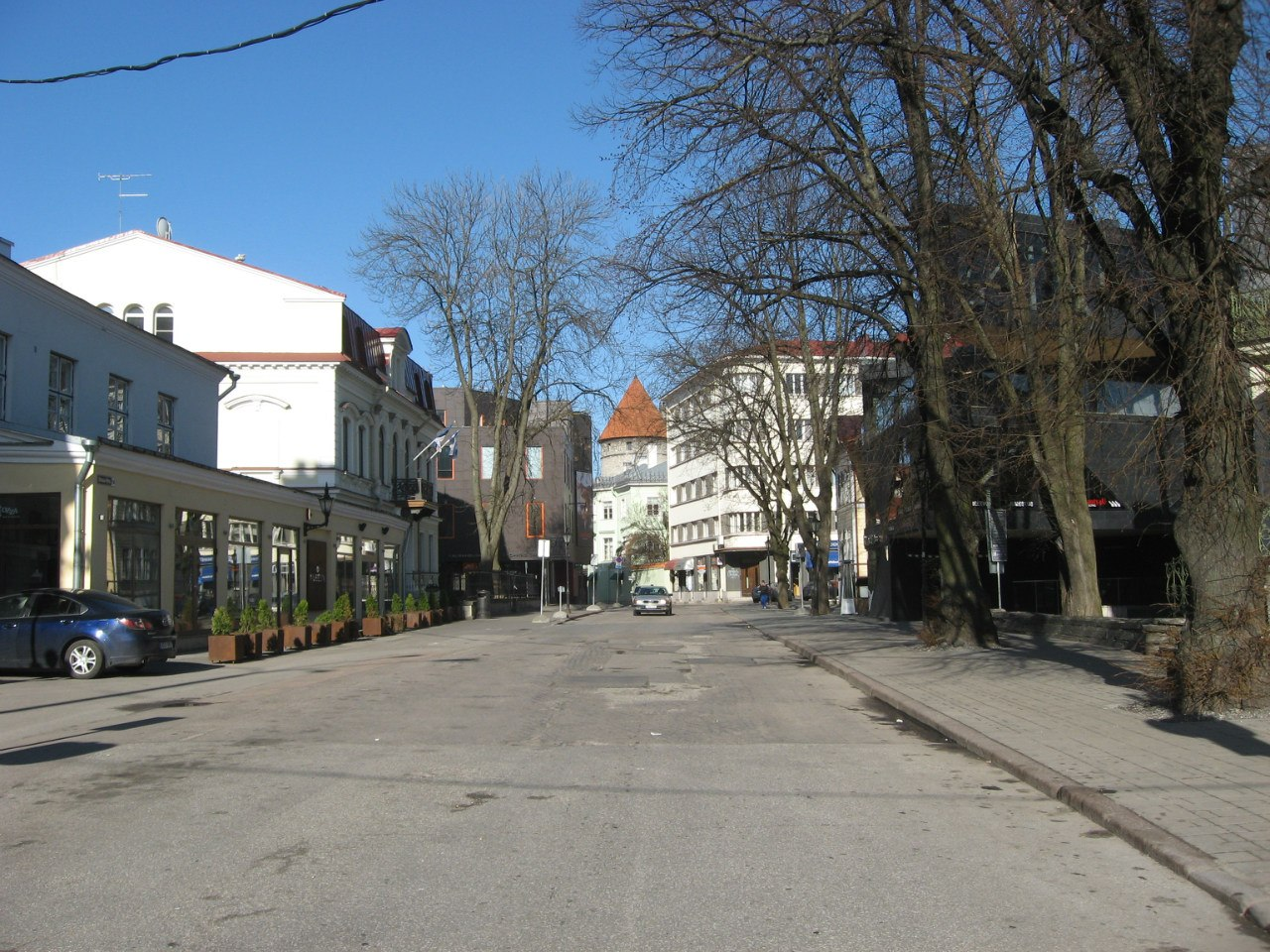
Между улицей Айа и бульваром Мере